# Olof Ekström
Olof Bengtsson Ekström, född 16 juli 1807 i Kvidinge församling, Kristianstads län, död 27 september 1857 i Malmö Karoli församling, Malmöhus län, var en svensk pianotillverkare och instrumentmakare i Malmö. Hette senare Olof Berndt Ekström. Han bedömdes att vara södra Sveriges bäste instrumentbyggare, likvärdig med några utländska erkända kolleger.

## Biografi
Ekström föddes 16 juli 1807 i Kvidinge. Han var son till Bengt Gudmundsson och Tyre Persdotter.
1826 blev han lärling hos snickaren Petter Holmgren i Malmö. 1830 blev han gesäll hos snickaren Jacob Otterström i Malmö. 1831 blev han gesäll hos snickaren Lars Pettersson i Malmö. 1832 blev han snickargesäll hos snickaren Sauer i Klara församling, Stockholm. 1833 flyttade han till Jakob och Johannes församling, Stockholm. Bosatte sig 1835 på tomt nr. 435 i kvarter nr. 39 Liljan vid Västergatan i Malmö Sankt Petri församling, Malmö. Familjen flyttade 1840 till tomt nr 405 i kvarter nr. 32 Jörgen Kock vid Västergatan. Bosatte sig 1843 i Malmö Karoli församling, Malmö Ekström hade då sin fabrik vid Östergatan i dåvarande gård nr. 30 i kvarter nr. 4 S:t Gertrud mittemot Caroli kyrka i Malmö. I juni 1853 och 1854 blev Ekström invald som associé till Musikaliska Akademien i Stockholm. Söndagen 27 september 1857 avled Olof Berndt Ekström i kolera som sporadiskt grasserade i Sverige. Hans bror Gustaf Ekström, skräddarmästare till yrket (burskap i Malmö 1837), fick tillstånd att fortsätta rörelsen och med fortsatt anställning av den verkmästare som bidragit till företagets succé, fortsattes rörelsen från januari 1858 under O. B. Ekströms namn. Denna blev annonserad som "Ekströmska Pianofortefabriken" från april 1861 med senare firmamärket G. Ekström & Co. Pianofabrik.
Ekström var gift med Cecilia Werngren (född 1808, flyttade senare till Gråmanstorp tillsammans med dotterns familj.). De fick tillsammans barnen Otto Gustaf (född 1838), Johan (född 1839 d. 5 april 1864, instrumentmakargesäll 1861, fick tillstånd att verka som instrumentmakare i Malmö i mars 1864) och Amalia Bernhardina (född 1842, gift ca 1862 med Carl Magnus Ernst Fehrnström f. 1842. Första dotter Anna Mathilda Cecilia f. 27 januari 1865).

## Medarbetare och gesäller
- 1835-1841 - Nils Silow. Han var lärling hos Ekström.
- 1835-1840 - Johan Gustaf Malmsjö. Han var gesäll hos Ekström.
- 1836-1837 - Johannes Hallberg. Han var gesäll hos Ekström.
- 1837-1841 - Lars Löfgren. Han var gesäll hos Ekström.
- 1837 - Jöns Magnus Bagge. Han var lärling hos Ekström.
- 1838-1839 - Gustaf Peter Hörstedt.
- 1838-1839 - Henrik Olof Wilhelm Simonsson. Han var lärling hos Ekström.
- 1839-1841 - Carl Ferdinand Lind. Han var gesäll hos Ekström.
- 1839-1840 - Jesper Larsson. Han var lärling hos Ekström.
- 1841 - Ferdinand Adolph Schultz. Han var gesäll hos Ekström.
- 1841 - Axel Wilhelm Schultz. Han var gesäll hos Ekström.
- 1841 - Jonas Fröberg. Han var gesäll hos Ekström.
- 1840 - Johan Arvidsson. Han var lärling hos Ekström.
- 1840-1847 - Carl Peter Fredrik Hinsch. Han var gesäll hos Ekström.
- Johan Kröberg. Han var gesäll hos Ekström.
- 1841-1846 - Bengt Andersson Liljewall (1819-1846). Han var lärling hos Ekström och blev senare gesäll.
- 1843 - Johan Erik Lindstedt. Han var lärling hos Ekström.
- 1843-1844 - Anders Andersson. Han var gesäll hos Ekström.
- 1844-1845 - Carl Olof Meijer. Han var lärling hos Ekström.
- 1844-1845 - Peter Åberg. Han var gesäll hos Ekström.